# 岡山県道384号今在家東岡山停車場線
岡山県道384号今在家東岡山停車場線（おかやまけんどう384ごう いまざいけひがしおかやまていしゃじょうせん）は、岡山県岡山市中区を通る一般県道である。

## 概要
岡山市中区清水とJR西日本山陽本線・赤穂線 東岡山駅を結ぶ。

### 路線データ
- 起点：岡山県岡山市中区清水（高島駅東交差点（岡山県道・兵庫県道96号岡山赤穂線交点）
- 終点：岡山県岡山市中区土田（JR西日本山陽本線・赤穂線 東岡山駅前、岡山県道81号東岡山御津線上、岡山県道383号九蟠東岡山停車場線終点）
- 総延長：2.4 km

## 歴史
- 1963年（昭和38年）1月11日 - 岡山県告示第16号により認定される。

前身は1960年（昭和35年）3月18日岡山県告示第335号により認定された岡山県道今在家西大寺停車場線。1961年（昭和36年）3月20日に国鉄（当時）山陽本線西大寺駅が東岡山駅に改称したことに伴う路線名称変更である。
- 1972年（昭和47年） - 県道番号再編により現行の県道番号に変更される。
- 1988年（昭和63年） - 岡山県道219号原原尾島線が百間川整備に伴う経路変更により岡山県道219号原藤原線に改称したことに伴い岡山市今在家 - 岡山市清水・高島駅東交差点間が本路線の区域から外される[注釈 2]。ただしそれから今日に至るまで路線名称変更の告示は一切なされていない。

## 路線状況

### 重複区間
- 岡山県道81号東岡山御津線（岡山市中区長岡 - 岡山市中区土田）

## 地理

### 通過する自治体
- 岡山市（中区）

### 交差する道路
| 交差する道路                                                                                      | 交差する場所 | 交差する場所          |
| ------------------------------------------------------------------------------------------------- | ------------ | --------------------- |
| 岡山県道・兵庫県道96号岡山赤穂線 岡山県道219号原藤原線 重複                                       | 清水         | 高島駅東交差点 / 起点 |
| 岡山県道81号東岡山御津線 重複区間起点                                                             | 長岡         |                       |
| 岡山県道81号東岡山御津線 重複区間終点 岡山県道383号九蟠東岡山停車場線 岡山市道101000121号土田下線 | 土田         | 終点                  |

### 交差する鉄道
- 山陽新幹線
- 山陽本線

### 沿線
- JR西日本山陽本線 高島駅
- 東岡山テクノセンター
- 幡多廃寺塔跡
- 雄町の冷泉
- 雄町遺跡
- 岡山県立東岡山工業高等学校
- JR西日本山陽本線・赤穂線東岡山駅